# Liste der Monuments historiques in Maizières (Haute-Marne)
Die Liste der Monuments historiques in Maizières führt die Monuments historiques in der französischen Gemeinde Maizières auf.

## Liste der Objekte
| Bezeichnung               | Beschreibung                          | Standort                       | Kennzeichnung | Schutzstatus | Datum | Bild |
| ------------------------- | ------------------------------------- | ------------------------------ | ------------- | ------------ | ----- | ---- |
| Skulptur Madonna mit Kind | Holz, farbig gefasst, 16. Jahrhundert | in der Kirche St-Martin (Lage) | PM52000882    | Classé       | 1965  |      |